# Közönséges kecskerágó
A közönséges kecskerágó, vagy  csíkos kecskerágó (Euonymus europaeus) a kecskerágó-virágúak (Celastrales) rendjébe és a kecskerágófélék (Celastraceae) családjába tartozó faj.
Nemzetségének a típusfaja.

## Származása, elterjedése
Amint ezt neve is jelzi, eredetileg a Brit-szigetektől a Kaukázusig terjedt el (ide értve Törökországot is).
Az Amerikai Egyesült Államok keleti részére betelepítették, és ott honosult.

## Megjelenése, felépítése
Lombhullató, jól sarjadzó, 1-7 méter magas cserje vagy kis fa széles, boltozatos koronával. Ágai sűrűn helyezkednek el egymás fölött, terpedten szétállnak. Kérge eleinte világosbarnának csíkozott sötétzöld, majd szürkés-, illetve vörösbarna. A fiatal ágak, vesszők zöldesbarnák, gyengén négyélűek vagy 2–4 barna paraléc fut rajtuk hosszanti irányban. Felületüket számos paraszemölcs borítja.
Zöldes rügyei rövidek, kúposak. Keresztben átellenesen álló, 3–10 cm hosszú és 2–3,5 cm széles levelei egyszerűek, hosszúkás lándzsás vagy hosszúkás tojás alakúak, ékvállúak. Csúcsuk hegyes vagy tompa, szélük finoman csipkés, fűrészes. Kopaszok, felül szürkészöldek, a fonákjuk világosabb.
Virágai kicsik, krémszínűek (Johnson). Ősszel pirosló, sötétrózsaszín, négyélű toktermésekkel megrakott bokrai igen mutatósak. Narancssárga magköpennyel borított termése mérgező. Többek között olyan alkaloidákat tartalmaz, mint a teobromin és a koffein, nedve különösen keserű. A termés elfogyasztása máj- és vesekárosodást, vagy halált okozhat.

## Életmódja, termőhelye
Az erdőket, ligeteket, cserjéseket, sövényeket kedveli a tengerszinttől 1200 méterig. A tápanyagban gazdag, meszes, jó vízellátású és mély rétegű vályogtalajokat szereti.
Virágai a nyár elején nyílnak (Johnson).

## Felhasználása
Egyenes, kemény vesszeiből Angliában hagyományosan nyársakat és orsókat faragtak (Johnson).

## Képek

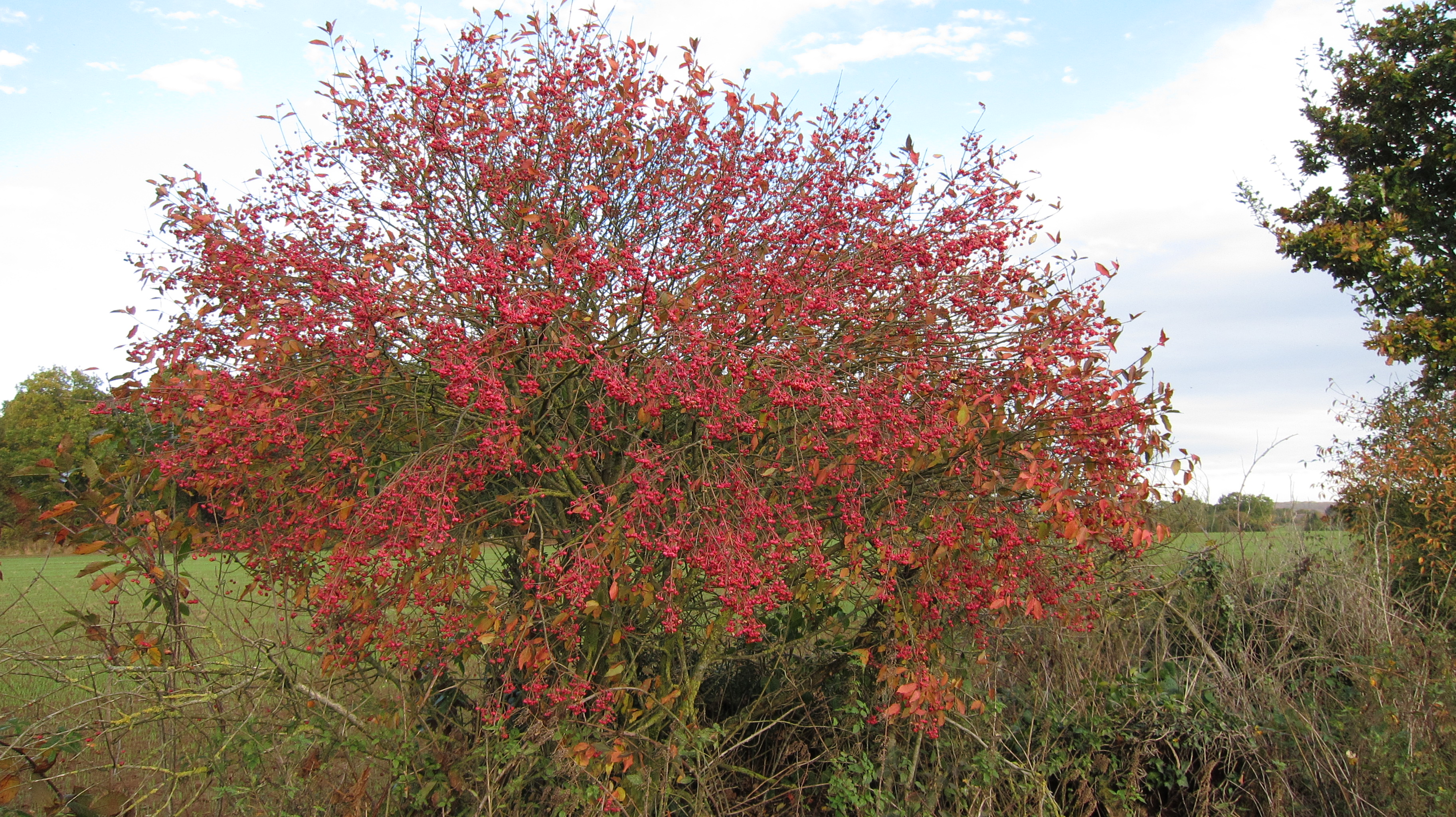
A növény
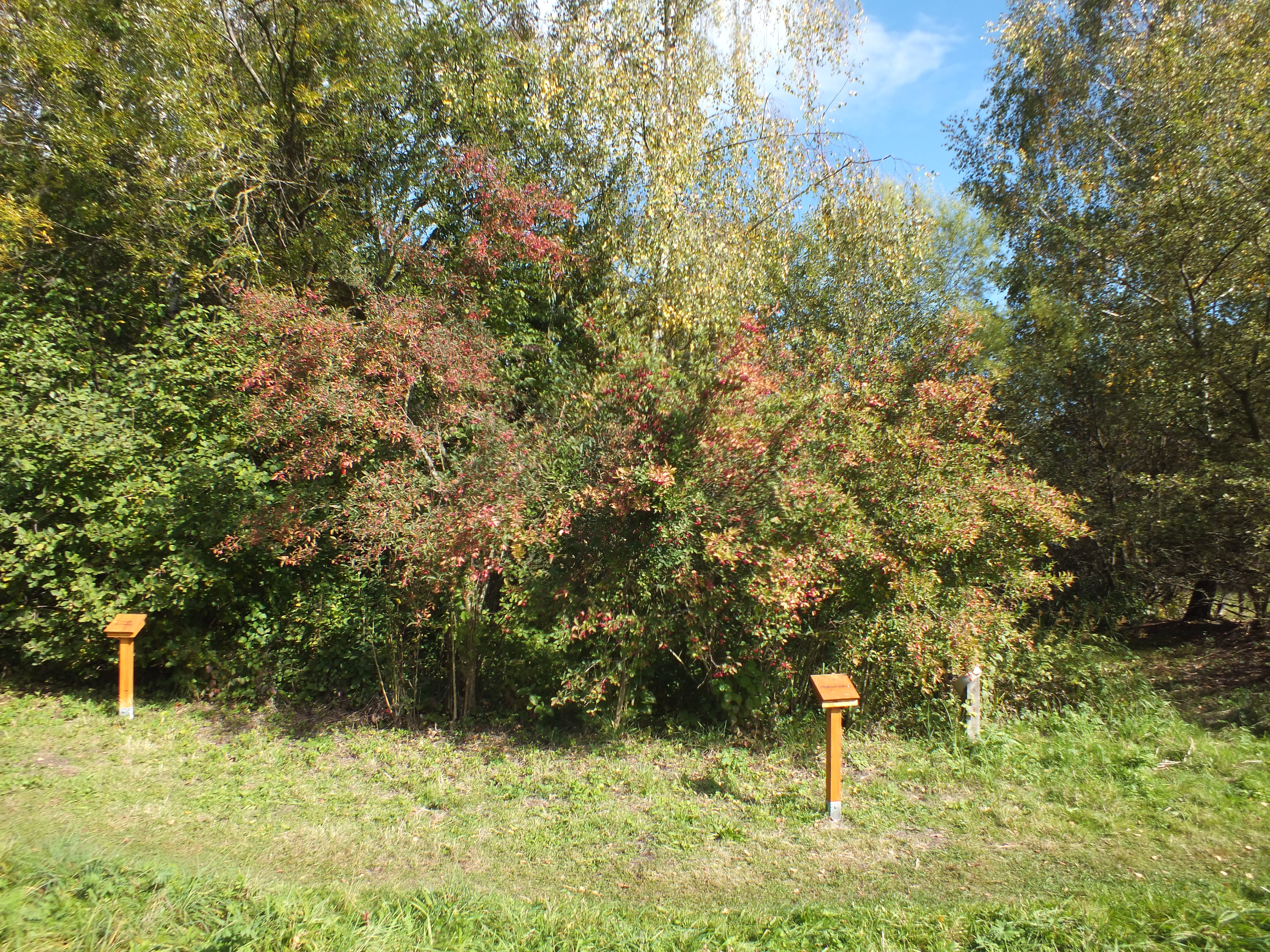
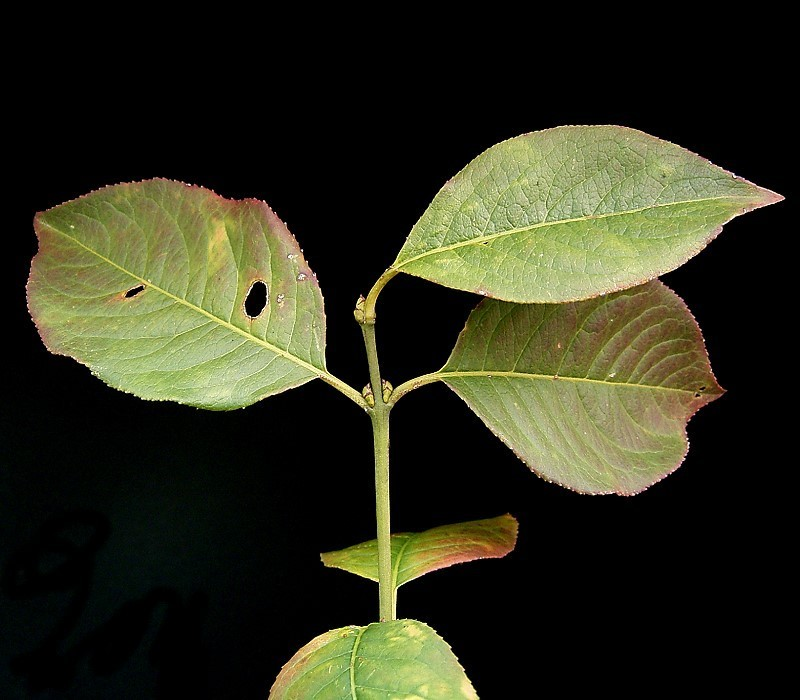
Levelei
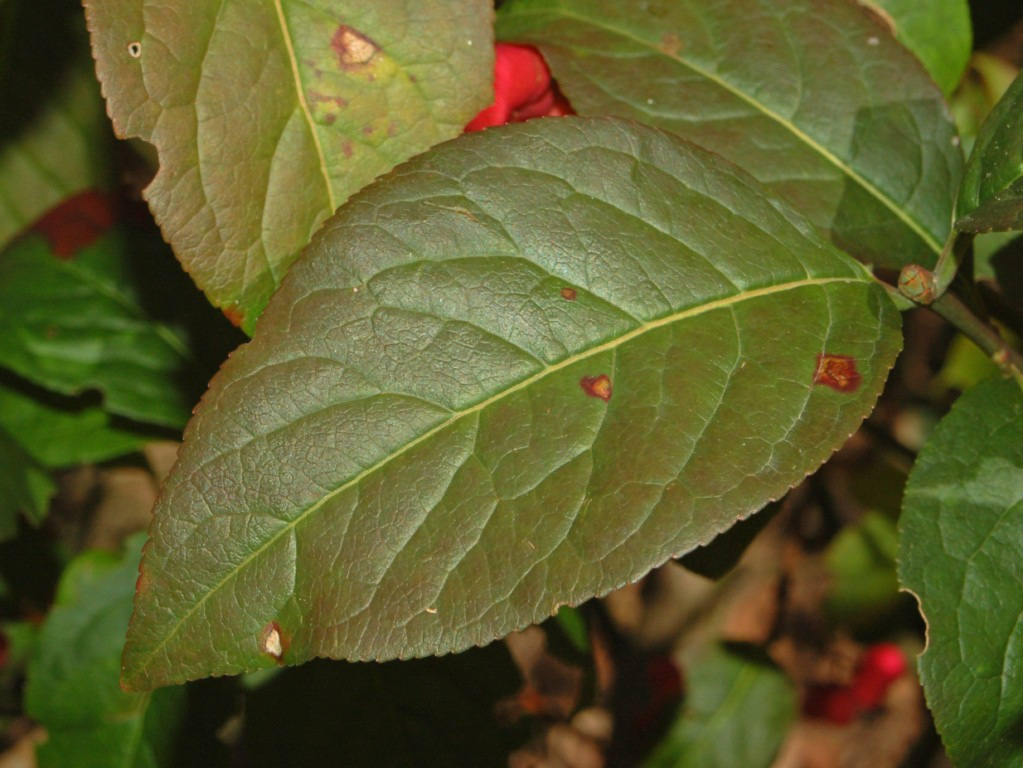
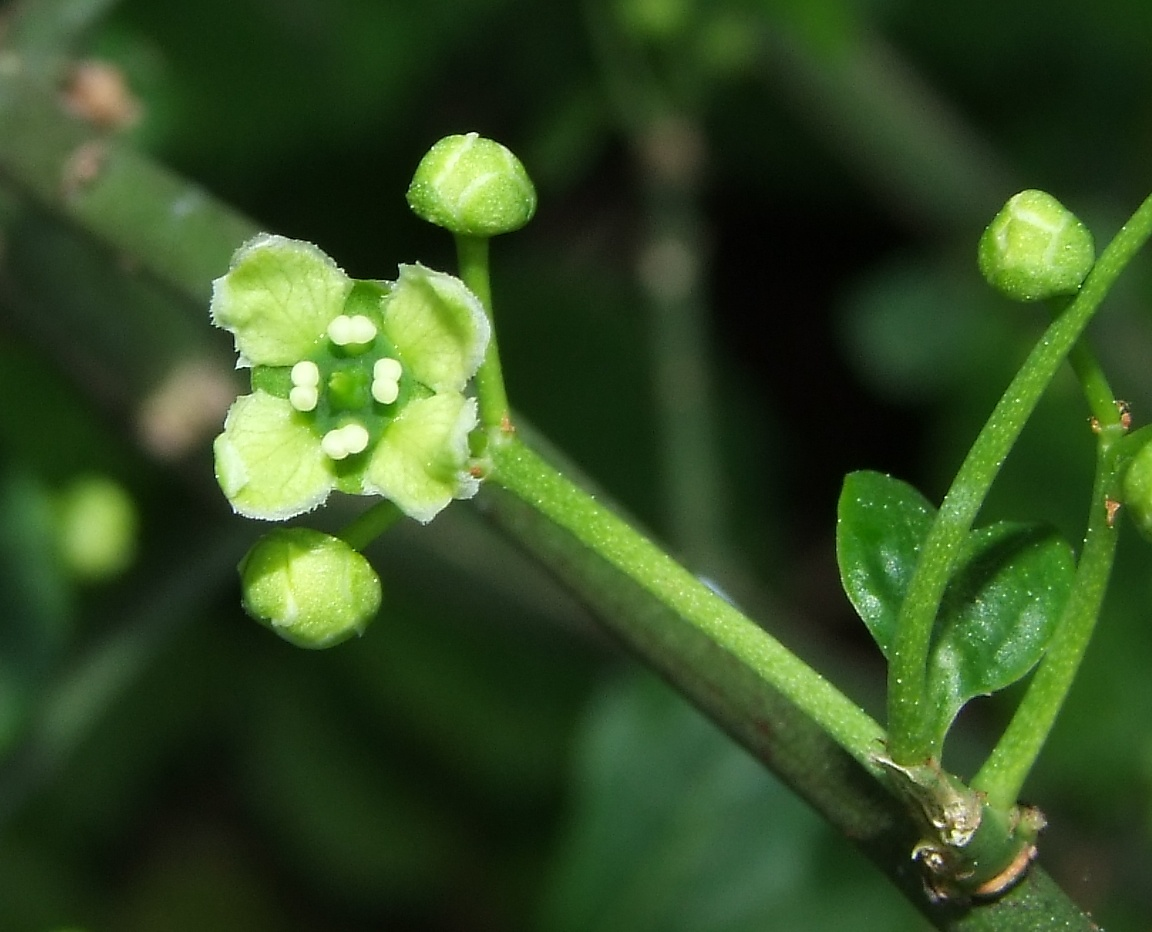
Virága
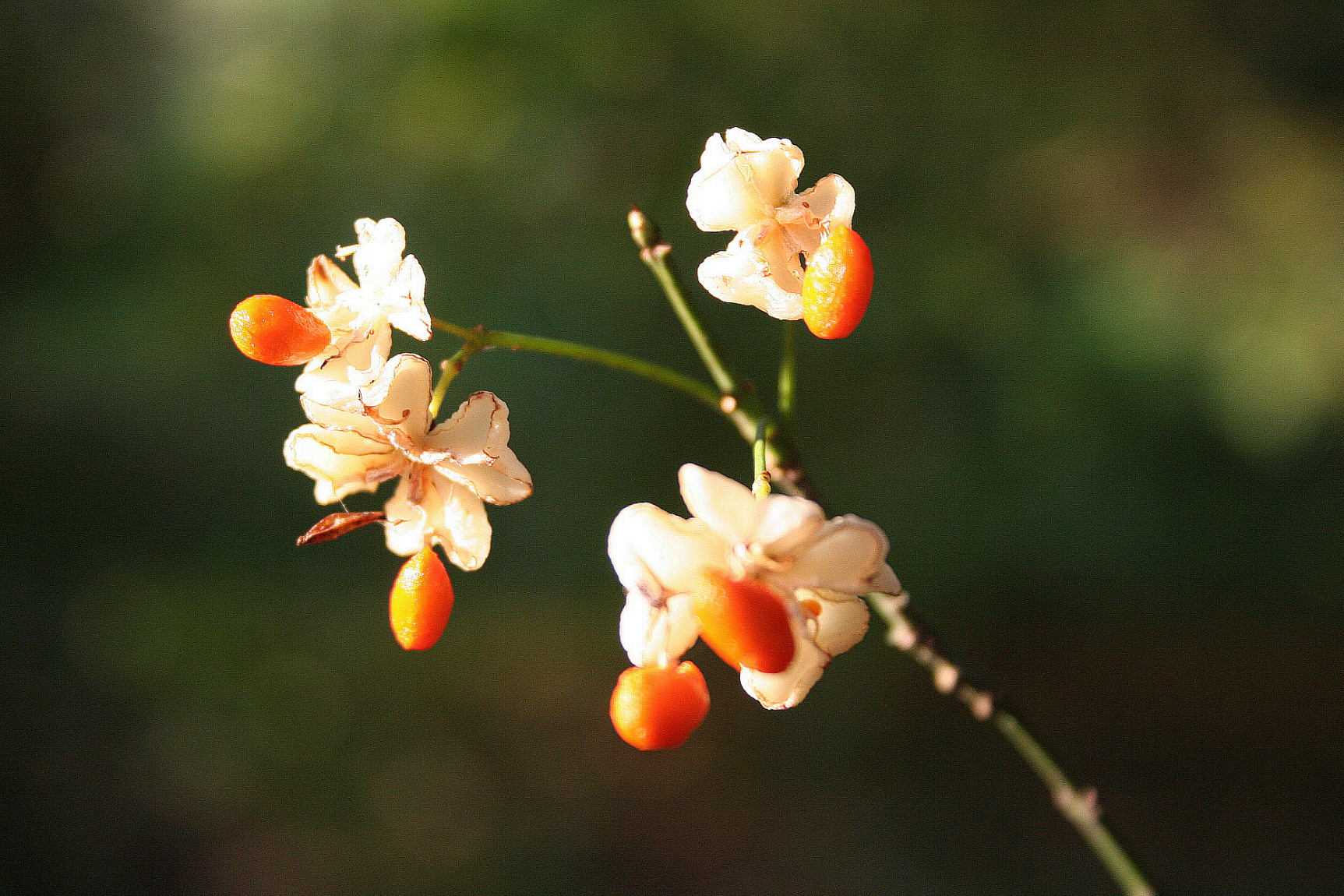
Fehéres változata
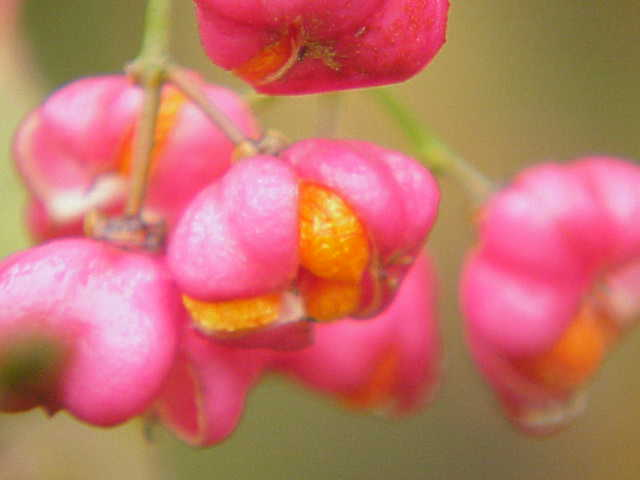
Termései
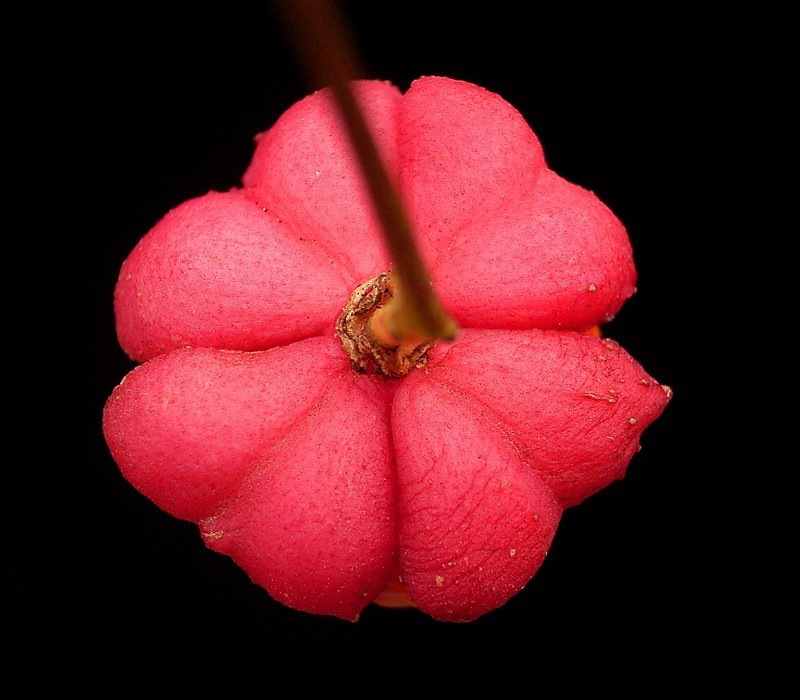
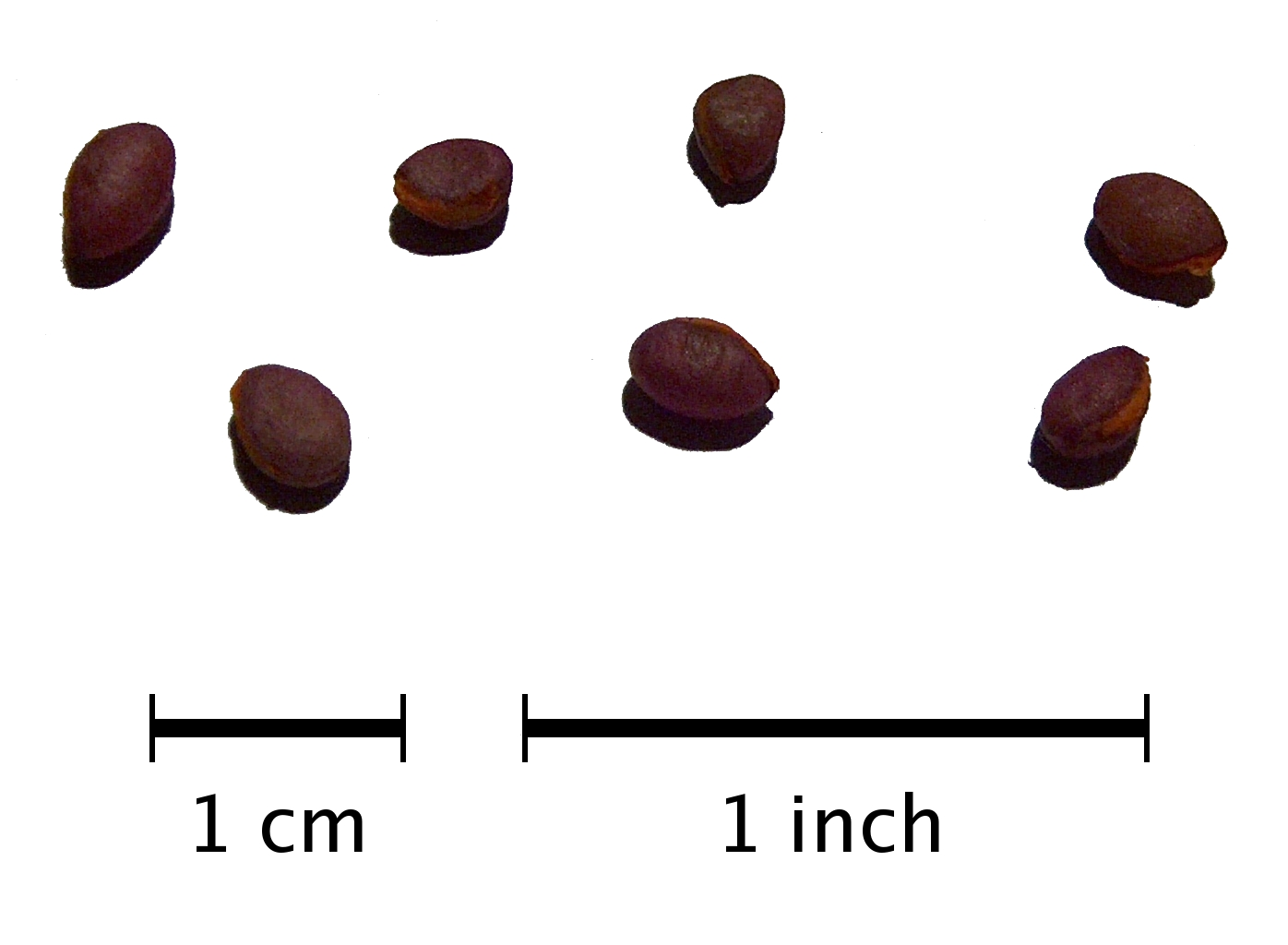
Magok
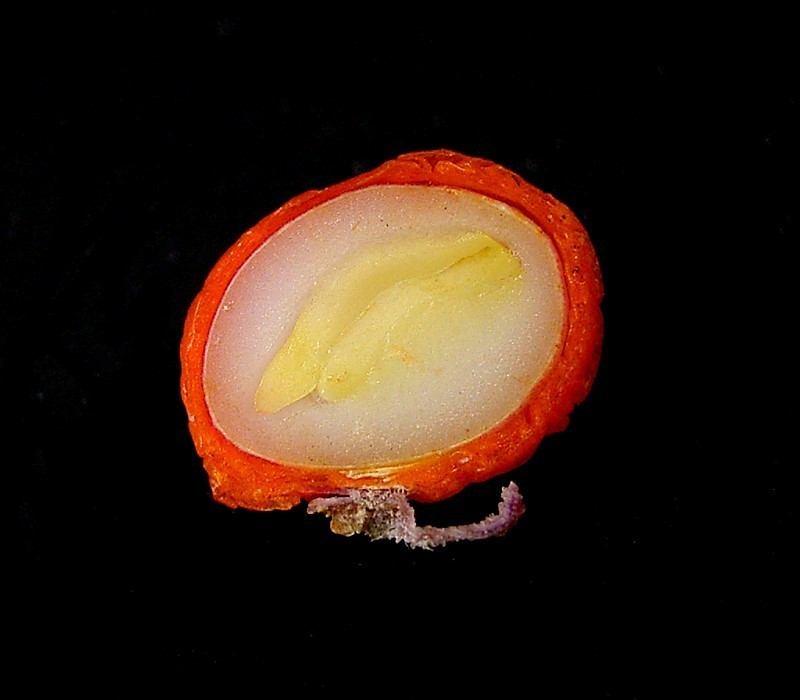
Egy mag keresztmetszete
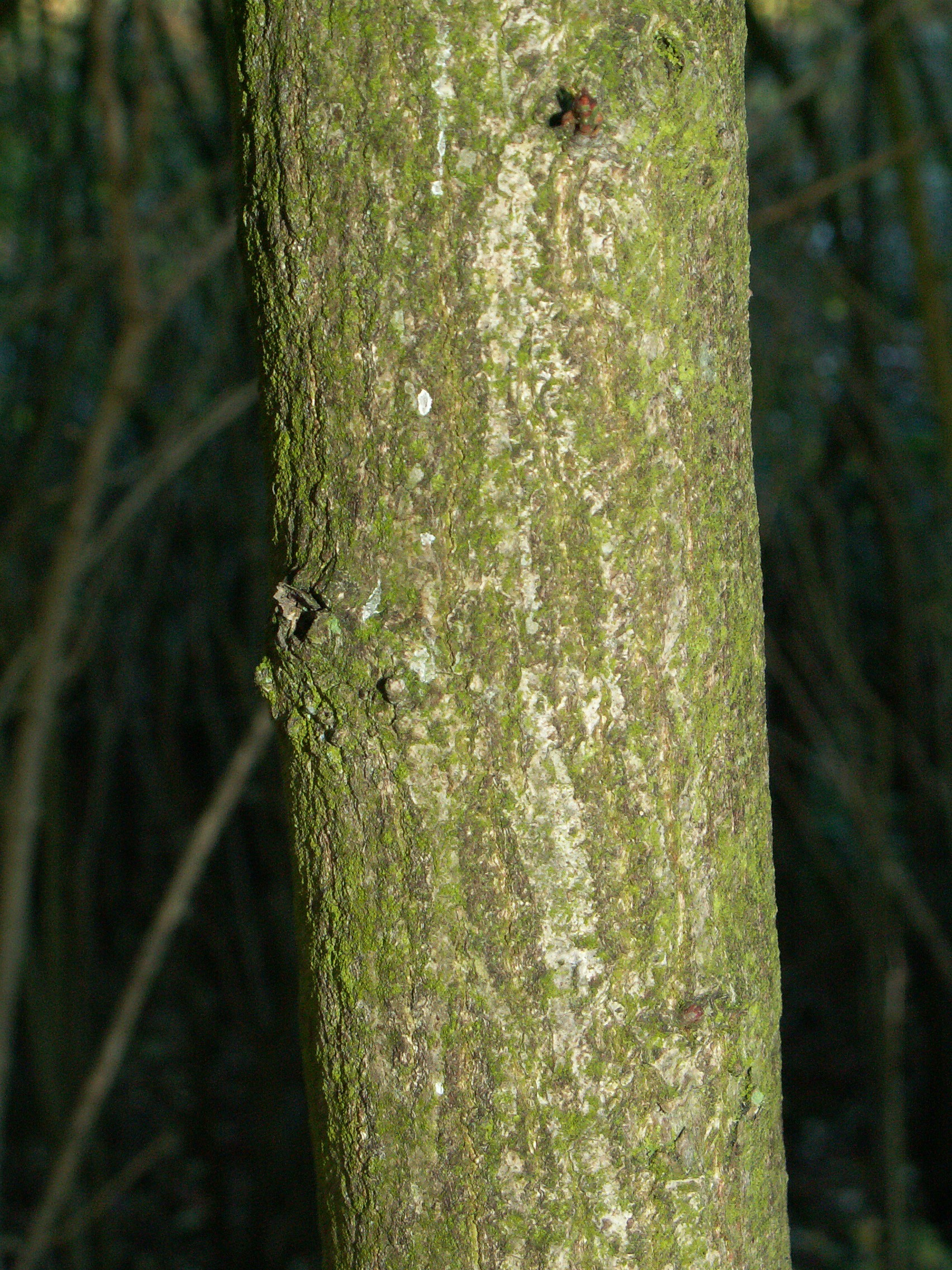
Kérge
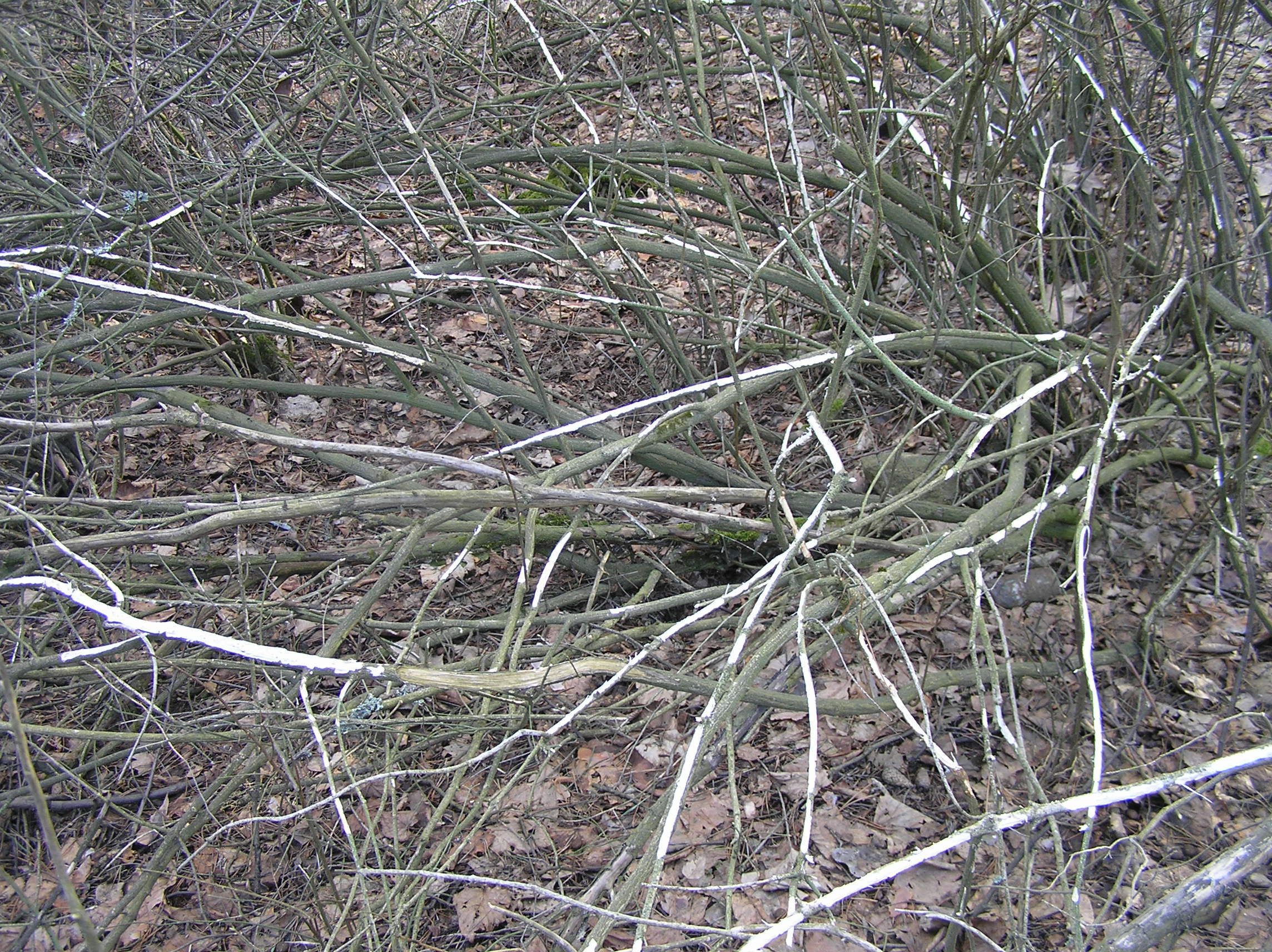
Ágai télen
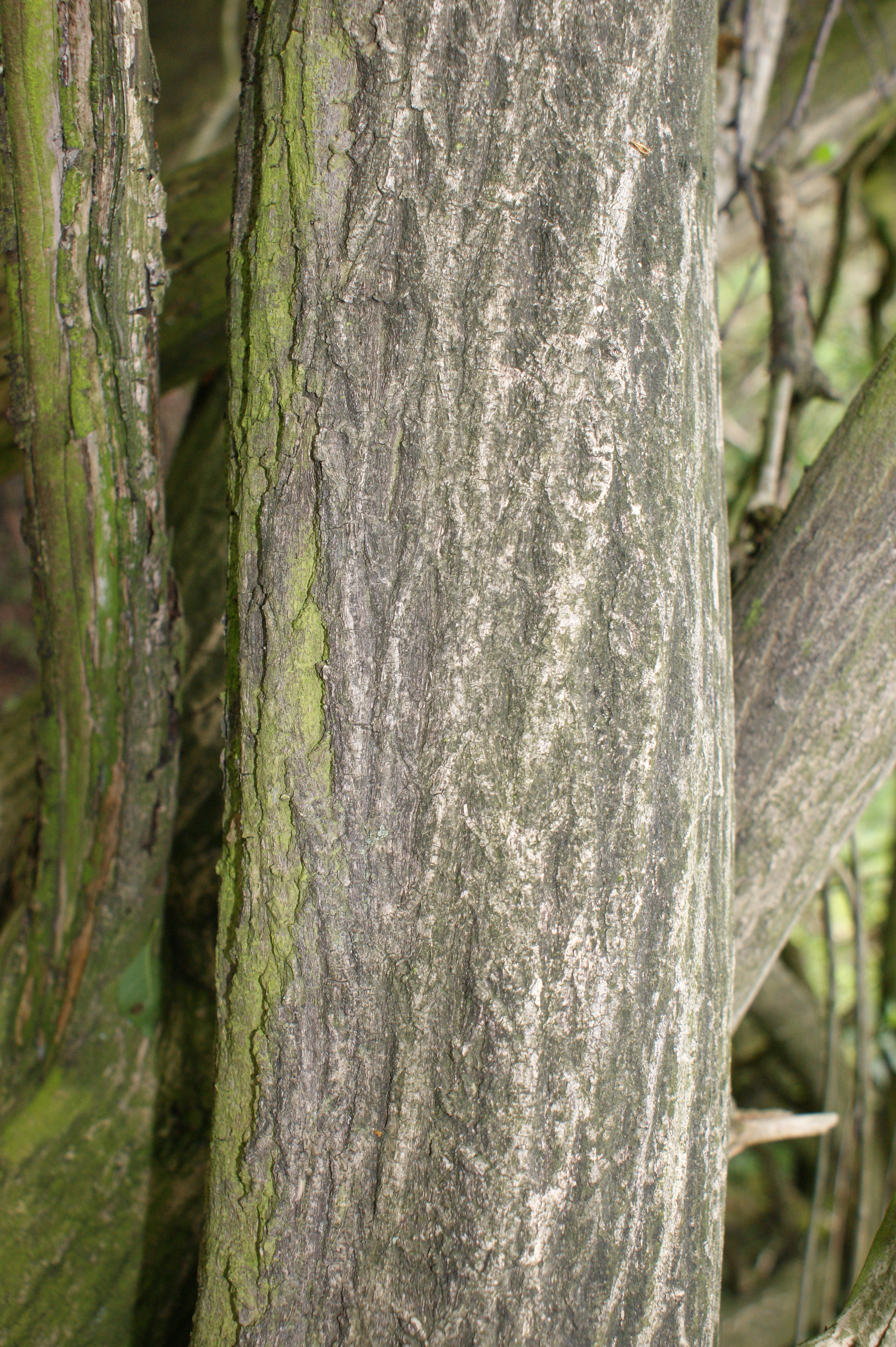
Idős példány törzse télen
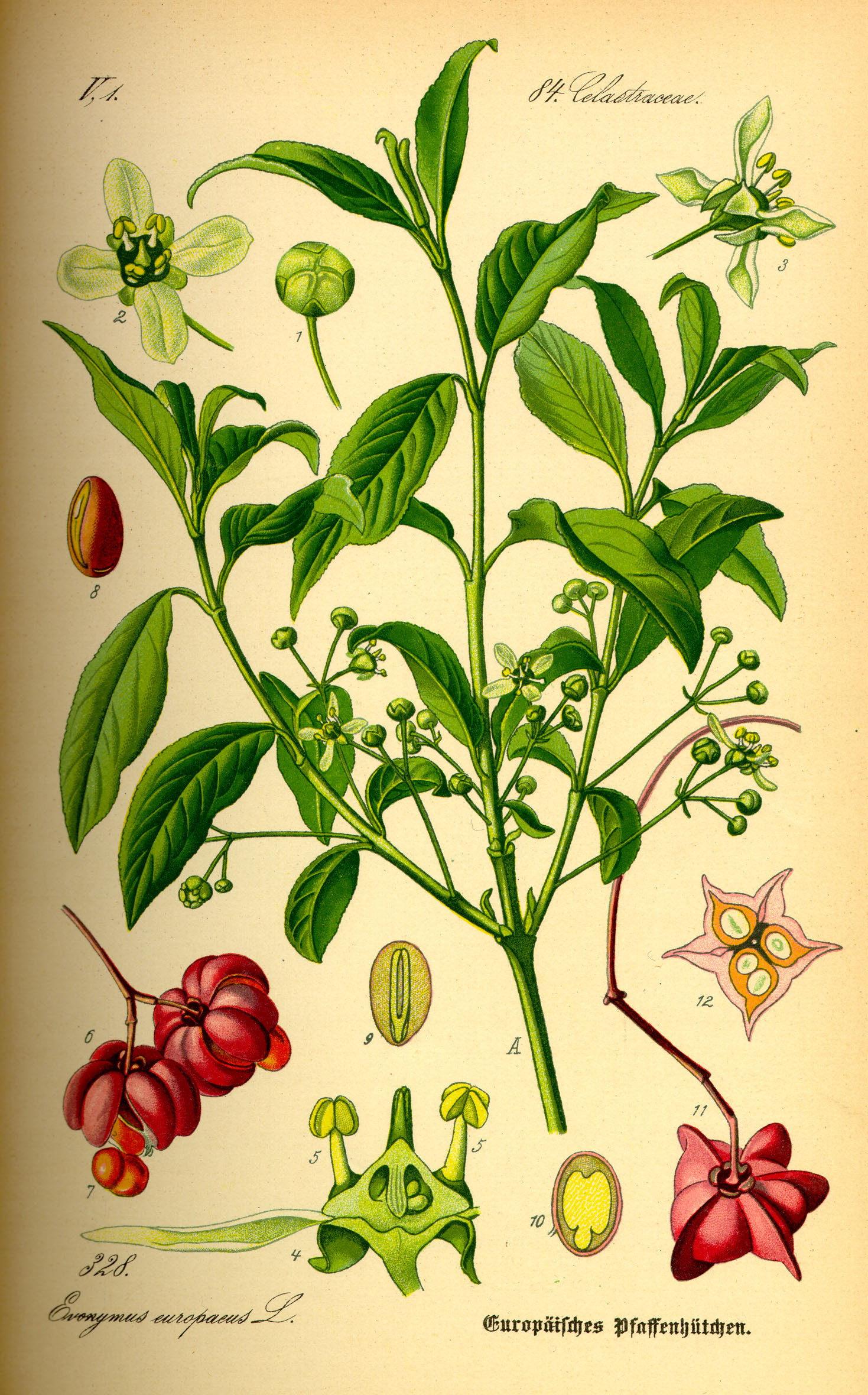
Rajzok a növényről
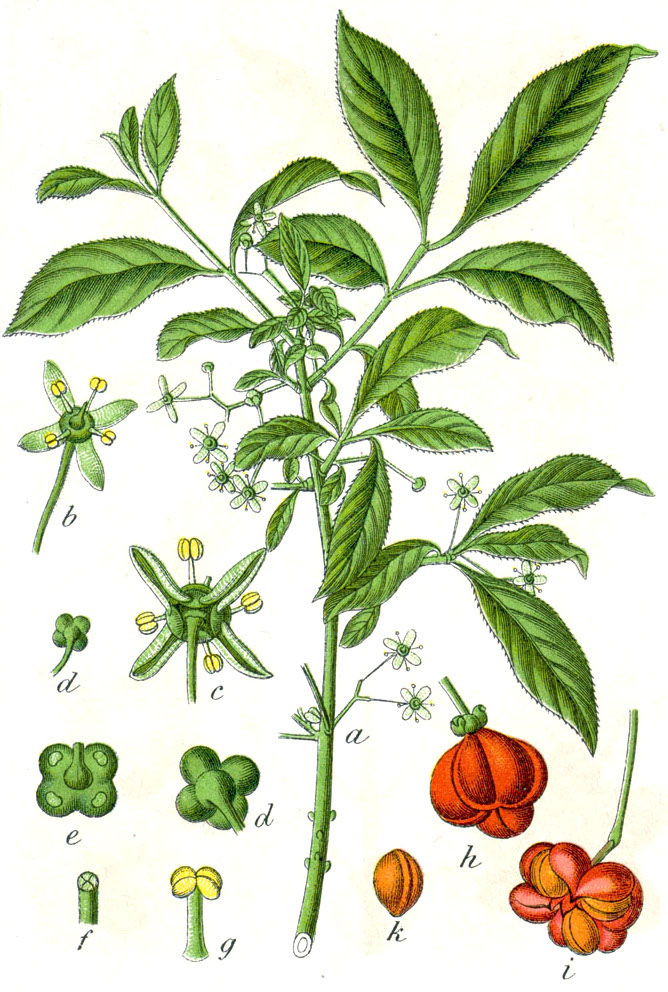